# Saint-Léger-de-Peyre
Saint-Léger-de-Peyre (okzitanisch: Sent Latgièr de Peire) ist eine französische Gemeinde mit 188 Einwohnern (Stand: 1. Januar 2022) im Département Lozère in der Region Okzitanien (zuvor Languedoc-Roussillon). Sie gehört zum Kanton Marvejols. Die Einwohner werden Saint-Légérais genannt.

## Geografie
Saint-Léger-de-Peyre liegt im Gévaudan im Tal der Colagne. Das Gemeindegebiet gehört zum Regionalen Naturpark Aubrac. Umgeben wird Saint-Léger-de-Peyre von den Nachbargemeinden Peyre en Aubrac mit Saint-Sauveur-de-Peyre im Norden, Recoules-de-Fumas im Nordosten, Lachamp im Osten, Montrodat im Südosten, Marvejols im Süden, Antrenas im Westen und Südwesten sowie Le Buisson im Westen und Nordwesten.

## Bevölkerungsentwicklung
| Jahr                       | 1962 | 1968 | 1975 | 1982 | 1990 | 1999 | 2006 | 2013 | 2018 |
| -------------------------- | ---- | ---- | ---- | ---- | ---- | ---- | ---- | ---- | ---- |
| Einwohner                  | 286  | 240  | 225  | 187  | 172  | 176  | 176  | 183  | 189  |
| Quellen: Cassini und INSEE |      |      |      |      |      |      |      |      |      |

## Sehenswürdigkeiten

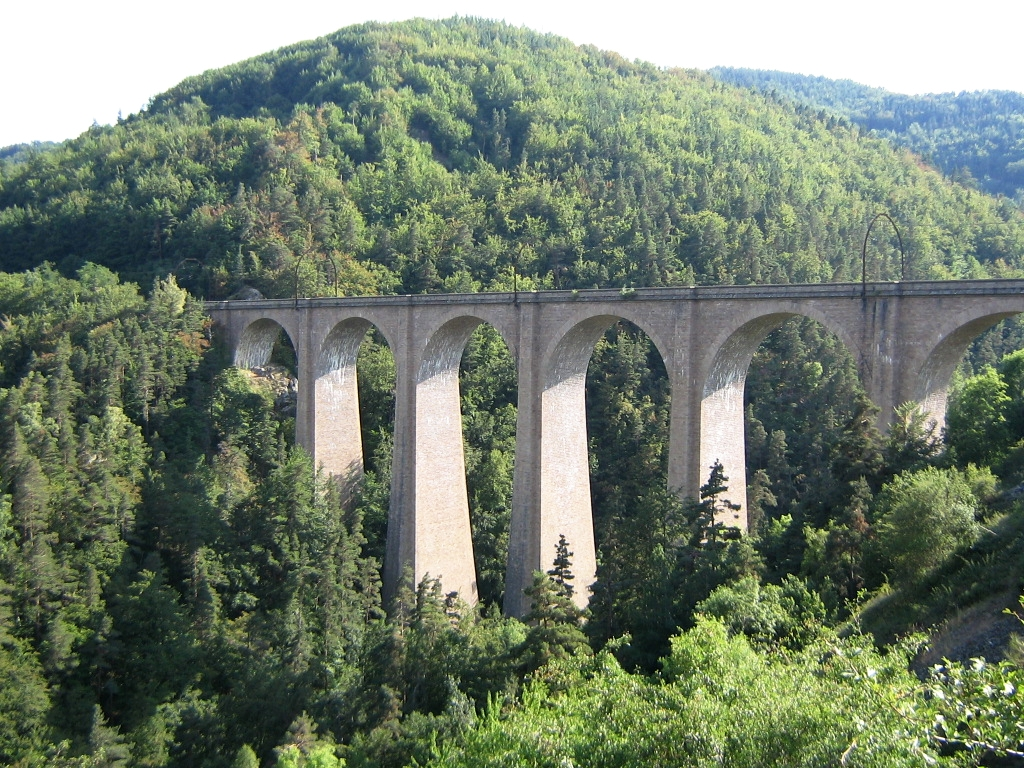
Viaduc de la Crueize

- Viaduc de la Crueize, 218 Meter lange Bogenbrücke, von 1880 bis 1884 erbaut